# Howard Bagguley
Howard Bagguley, född 31 maj 1909 i Ottawa, död den 11 december 1999, var en kanadensisk vinteridrottare. Han deltog i olympiska spelen 1932 i Lake Placid. I nordisk kombination kom han på 24:e plats.